# Йозджан Пурчу
Йозджан Пурчу (на турски: Özcan Purçu) турски политик от цигански произход. Той е първият депутат от цигански произход в Турция, избран през 2015 г.

## Биография
Йозджан Пурчу е роден на 6 май 1977 г. в град Сьоке, вилает Айдън, където родителите му са мигрирали през 1950-те години от Чанаккале. Израства в семейство от тримата братя и сестри. Завършва бакалавърска степен със специалност „Публична администрация“ в Университета Улудаг в Бурса.
Създава неправителствената организация – Егейска фондация за подпомагане на ромите. Поради познанията си по цигански и английски език, Йозджан Пурчу е поканен да стане представител на турските роми на форум в Европейския съвет.
През 2001 г. той стъпва в политиката като член на Републиканската народна партия (CHP). След стартирането на инициатива за ромите той решава да се кандидатира за депутат на парламентарните избори през 2011 г. През 2009 г. председателят на CHP Кемал Кълъчдаролу, му предлага да се присъедини към кампанията за парламентарни избори. Заставайки на 11-а позиция в списъка на кандидатите на своята партия в провинция Измир, той не успява да бъде избран.
За парламентарните избори през юни 2015 г. неговият ранг се повишава до 5-о място в кандидатската листа на CHP за депутати в провинция Измир. където живеят около 400 000 цигани, без да бъдат представени дори на регионално ниво. След официалната му номинация от партията, той заявява, че в случай на нейното избиране в парламента той ще представлява бедните и потиснатите хора, но главно тези около 6 млн. цигани, които живеят в Турция. Като ще отговаря за въпросите, свързани с жилищата, образованието и заетостта на циганите. На общите избори на 7 юни 2015 г. е избран за депутат, излъчен от провинция Измир, първият в историята турски политик от цигански произход.